# Ордина, Марина Валерьевна
Мари́на Вале́рьевна Орди́на (род. 12 октября 1971, Нарьян-Мар, РСФСР, СССР) — российская актриса театра и кино.

## Биография
Марина Ордина родилась 12 октября 1971 года в Нарьян-Маре. В 1989 году она поступила в ЛГИТМиК на курс Народной артистки России Т. М. Абросимовой при театре имени В. Ф. Комиссаржевской, последний набор Р. С. Агамирзяна. Во время учёбы участвовала в таких спектаклях, как «Смерть Ивана Грозного» и «Царь Борис», в постановке Р. С. Агамирзяна, 90 раз сыграла Синеглазку в спектакле «Незнайка на Луне». Её дипломными работами были роли в спектаклях
- «Любовь — недуг» (Джульетта — Дездемона, режиссёр — В. Суржа).
- «Топаз» (Сюзи Куртуа, режиссёр — педагог курса Ефим Каменецкий).
- «Брат Алёша» (Арина Петровна Снегирёва, режиссёр — А. А. Морозов).

После окончания ЛГИТМиКа в 1993 году присоединилась к труппе Молодёжного театра на Фонтанке. Параллельно работала в театре «Балтийский дом», играла в антрепризных спектаклях. Долгое время совмещала актёрскую деятельность с должностью заведующего труппой Молодёжного театра на Фонтанке
Как актриса работала в литературно-драматической редакции петербургского радио.
В 2012 году реализовала как режиссёр и автор инсценировки совместно с Молодёжным театром на Фонтанке спектакль «Подруги» по страницам книги Светланы Алексеевич «У войны не женское лицо».
В 2014 году фотопортрет Марины Ординой занял первое место в ежегодном городском фотоконкурсе «Музы Петербурга».

## Работы в Театре
- 1984 — «Удар» В. С. Розова — (реж. С. Я Спивак)
- 1989 — «Мещанин во дворянстве» Мольера — (реж. С. Я Спивак)
- 1995 — «Трёхгрошовая опера» Бертольта Брехта — Полли Пичем (реж. С. Я. Спивак)
- 1996 — «Ночь ошибок, или Унижение паче гордости» Оливера Голдсмита — Кэт Хардкэстль (реж. М. Г. Черняк)
- 1997 — «Улица. Двор. Васька» В. Зверовщикова — Крыса Кати (реж. И. И. Лелюх)
- 2004 — «История Кая и Герды» Ханса Кристиана Андерсена — принцесса Эльза, Фея цветов (реж. М. Мирош)
- 2006 — «Король — Олень» Карло Гоцци — Анжела (реж. Г. Р. Тростянецкий)
- 2006 — «Ромео и Джульетта» Уильяма Шекспира — Джульетта (реж. Б. И. Цейтлин)
- 2006 — «Как вам это понравится» — Селия (реж. Казакова)
- 2008 — «Дон Кихот» М. А. Булгакова— Мариторнес (реж. С. Я Спивак)
- 2009 — «Бумажная роза» Рамона Марии дель Валье-Инклан — Молочница (реж. И, Куберская (Испания)

Сыграла в спектакле «Иван-Царевич», а также «Между прошлым и будущим» в клоунском номере «Ежовь» играла Ежа (режиссёр — Валерия Туманова). В 2005 создала антрепризный проект — спектакль «Любовь без тормозов», в котором сыграла роль Коши.

## Работы в кино и сериалы
- 2000 — Империя под ударом — эпизод
- 2000 — Улицы разбитых фонарей 3 — Третьякова
- 2001—2004 — Чёрный ворон — эпизод
- 2002 — Тайны следствия 2 — Ольга, работник телевидения
- 2009 — Литейный, 4 (4-й сезон) — Таня
- 2017 — Невский. Проверка на прочность — Елена Геннадьевна Навроцкая
- 2017 — Обратный отсчёт — Авдеева (13-я серия)
- 2017 — Игра в фантазию (документальный фильм) — играет саму себя
- 2020 — Свои-3 — Фаина
- 2020 — Улики из прошлого. Роман без последней страницы — эпизод
- 2020 — Ментозавры — Маргарита Петровна Строганова, инспектор службы опеки и попечительства
- 2021 — Чингачгук — директор школы
- 2022 — Капкан на судью — медсестра в хосписе
- 2022 — Чайки — Кузнецова

## Режиссёрские работы
- 2012 — «Подруги» — Подруга (по книге Светланы Алексеевич)